# کمالا نهرو
کمالا نهرو (انگلیسی: Kamala Nehru ; زاده ۱ اوت ۱۸۹۹ – درگذشته ۲۸ فوریهٔ ۱۹۳۶) سیاست‌مدار اهل هند بود. او یک رزمنده آزادی، همسر جواهر لعل نهرو رهبر کنگره ملی هند و نخست‌وزیر هند و مادر ایندیرا گاندی یکی دیگر از نخست وزیران هندوستان بود. نوه او راجیو گاندی به مدت ۵ سال نخست‌وزیر هند بود. کمالا به عنوان فردی عمیقاً صمیمی، وطن‌پرست، فعال حقوق زنان، جدی و حساس شناخته می‌شد.

## زندگی اولیه
کمالا نهرو در ۱ اوت ۱۸۹۹ متولد شد و در یک خانواده متوسط سنتی از اقوام برهمایی کشمیری در دهلی قدیم به دنیا آمد. راجپاتی و جواهر مال کائول پدر و مادر کمالا بودند؛ او فرزند ارشد خانواده بود چاند بهادور کائول و کایلاس نات کائول دو برادر او و ساروپ کچو خواهرش بود. او تمامی تحصیلاتش را در خانه و زیر نظر پاندیت و مولوی پشت سر گذاشت.

## ازدواج

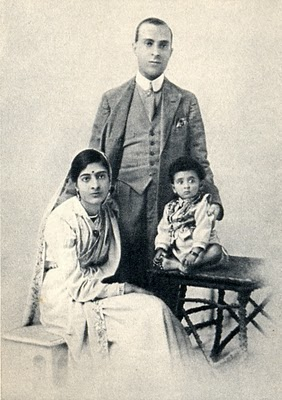
نهرو در سال ۱۹۱۸ با همسر کمالا و دختر ایندیرا

کمالا در سن ۱۷ سالگی با جواهر لعل نهرو ازدواج کرد. همسرش به فاصله کوتاهی از ازدواج با او به سفری به هیمالیا رفت. در زندگی‌نامه اش آمده‌است که جواهر لعل نهرو در زندگی‌نامه اش در اشاره به همسرش می‌نویسد: «من تقریباً او را ندیدم». کمالا در نوامبر ۱۹۱۷ دختری به دنیا آورد که بعدها جانشین پدر رهبرش در منصب رئیس حزب کنگره و نخست‌وزیر هندوستان شد. کمالا در نوامبر ۱۹۲۴ پسری به دنیا آورد ولی نوزداش تنها یک هفته زندگی کرد.

## کمک به جنبش استقلال هندوستان
کمالا در خط مقدم جنبش ملی هندوستان قرار داشت. در جنبش عدم تعهد سال ۱۹۲۱، او گروه‌های زنان را در الله‌آباد سازماندهی کرد و مغازه‌های پارچه فروشی و مشروب فروشی خارجی را هدف قرار داد. وقتی همسرش نهرو را دستگیر کردند تا مانع سخنرانی‌های آتشینش برای طرفداران جنبش عدم تعهد شوند او به جای نهرو به صحنه می‌رفت و سخنرانی می‌کرد. استعمار انگلستان متوجه تهدیدی شد که کمالا با محبوبیتش در میان زنان در سراسر هند برای آن‌ها ایجاد می‌کرد. به این دلیل دو بار بخاطر شرکت در فعالیت‌های استقلال طلبانه همراه با مادر نهرو و دیگر زنان آزادی‌خواه هند دستگیر شد. در طی این مدت او در خانه‌اش چند اتاق را برای مداوای رزمندگان آزادی در الله‌آباد و خانواده‌های آن‌ها اختصاص داد که مجروح شده بودند. پس از مرگ او، مهاتما گاندی با کمک دیگر رهبران برجسته هندوستان، این خانه را در گرامیداشت او بنام کمالا نهرو به یک بیمارستان تبدیل کرد.

## درگذشت
کمالا در روز ۲۸ فوریه سال ۱۹۳۶ در لوزان سوئیس، بخاطر بیماری سل درگذشت. هنگام مرگ همسر، دختر و مادرش در کنار او بودند. طی آخرین سال‌های زندگی اش اغلب بیمار بود و برای درمان به یک درمانگاه در سوئیس می‌رفت. در اوایل سال ۱۹۳۵، در شرایطی که بیمار شده بود، او را برای مداوا به سوئیس بردند. همسرش پاندیت جواهر لعل نهرو در آن زمان زندانی بود. با وخیم تر شدن سلامتی کمالا، نهرو از زندان آزاد شد و در اکتبر ۱۹۳۵ به سوییس رفت. در سال ۱۹۳۶ وضعیت سلامتی او بدتر شد و در ماه فوریه درگذشت. جواهر لعل نهرو همسر کمالا در فصلی از خاطرات زندگی اش می‌نویسد پس از مرگ کمالا، چند ماه اندوهگین و عزادار بود.

## میراث
تعدادی از موسسات در هند، از قبیل بیمارستان یادبود کمالا نهرو، مرکز سرطان منطقه ای، کالج کمالا نهرو، دانشگاه دهلی، کالج شبانه کمالا نهرو (بنگلور)، پارک کمالا نهرو، باغ وحش و دانشکده پلی تکنیک کمالا نهرو (حیدرآباد)، دانشکده مهندسی کمالا نهرو (ناگپور) به نام او نامگذاری شده‌است.